# Proteína fosfatasa
Una proteína fosfatasa es una enzima fosfatasa que elimina un grupo fosfato del residuo de aminoácido fosforilado de su proteína sustrato. La fosforilación de proteínas es una de las formas más comunes de modificación postraduccional de proteínas reversible (PTM), con hasta el 30% de todas las proteínas fosforiladas en un momento dado. Las proteínas cinasas (PK) son los efectores de la fosforilación y catalizan la transferencia de un fosfato γ del ATP a aminoácidos específicos en las proteínas. Existen varios cientos de PK en mamíferos y se clasifican en distintas superfamilias. Las proteínas se fosforilan predominantemente en los residuos Ser, Thr y Tyr, que representan el 79,3, 16,9 y 3,8% respectivamente del fosfoproteoma, al menos en los mamíferos. Por el contrario, las proteínas fosfatasas (PP) son los principales efectores de la desfosforilación y se pueden agrupar en tres clases principales según la secuencia, la estructura y la función catalítica. La clase más grande de PP es la familia de la fosfoproteína fosfatasa (PPP) que comprende PP1, PP2A, PP2B, PP4, PP5, PP6 y PP7, y la familia de la proteína fosfatasa dependiente de Mg 2+ o Mn 2+ (PPM), compuesta principalmente por PP2C. La superfamilia de la proteína Tyr fosfatasa (PTP) forma el segundo grupo, y las proteínas fosfatasas basadas en aspartato el tercero. Las pseudofosfatasas de proteínas forman parte de la familia de las fosfatasas más grande y, en la mayoría de los casos, se cree que son catalíticamente inertes y, en cambio, funcionan como proteínas de unión a fosfato, integradores de señalización o trampas subcelulares. Se conocen ejemplos de proteínas fosfatasas que atraviesan la membrana que contienen dominios activos (fosfatasa) e inactivos (pseudofosfatasa) unidos en tándem, conceptualmente similares a la estructura polipeptídica del dominio quinasa y pseudoquinasa de las pseudoquinasas JAK. Manning y sus colegas completaron un análisis comparativo completo de fosfatasas y pseudofosfatasas humanas, formando una pieza complementaria del análisis innovador del kinoma humano, que codifica el conjunto completo de ~ 536 proteínas cinasas humanas.

## Mecanismo
La fosforilación implica la transferencia de grupos fosfato del ATP a la enzima, cuya energía proviene de la hidrólisis del ATP en ADP o AMP. Sin embargo, la desfosforilación libera fosfatos en la solución como iones libres, porque unirlos nuevamente al ATP requeriría un aporte de energía.
Las fosfatasas dependientes de cisteína (CDP) catalizan la hidrólisis de un enlace fosfoéster a través de un intermedio de fosfocisteína.
El nucleófilo de cisteína libre forma un enlace con el átomo de fósforo del resto fosfato, y el enlace PO que une el grupo fosfato con la tirosina se protona, ya sea por un residuo de aminoácido ácido adecuadamente posicionado o por una molécula de agua. El intermedio de fosfocisteína es luego hidrolizado por otra molécula de agua, regenerando así el sitio activo para otra reacción de desfosforilación.
Metalo-fosfatasas (p. ej. PP2C) coordinan 2 iones metálicos catalíticamente esenciales dentro de su sitio activo. Actualmente existe cierta confusión sobre la identidad de estos iones metálicos, ya que los intentos sucesivos de identificarlos arrojan respuestas diferentes. Actualmente existe evidencia de que estos metales podrían ser magnesio, manganeso, hierro, zinc o cualquier combinación de los mismos. Se cree que un ion hidroxilo que une los dos iones metálicos participa en el ataque nucleofílico sobre el ion fósforo.

## Subtipos
Las fosfatasas se pueden subdividir según su especificidad de sustrato.
| Clase                                       | Ejemplo             | Sustrato                        | Referencia |
| ------------------------------------------- | ------------------- | ------------------------------- | ---------- |
| Fosfatasas específicas de tirosina          | PTP1B               | Fosfotirosina                   | [ 7 ]      |
| Fosfatasas específicas de serina / treonina | PP2C (PPP2CA)       | Fosfoserina/-treonina           | [ 8 ]      |
| Fosfatasas de doble especificidad           | VHR, DUSP1 – DUSP28 | Fosfotirosina/-serina/-treonina | [ 9 ]      |
| histidina fosfatasa                         | PHP                 | Fosfo-histidina                 | [ 10 ]     |

### Familias de serina/treonina PP (PPM/PPP)
Las proteínas Ser/Thr fosfatasas se clasificaron originalmente mediante ensayos bioquímicos como tipo 1 (PP1) o tipo 2 (PP2), y se subdividieron según el requisito de iones metálicos (PP2A, sin iones metálicos; PP2B, Ca 2+ estimulado; PP2C, dependiente de Mg2+) (Moorhead et al., 2007). Las proteínas Ser/Thr fosfatasas PP1, PP2A y PP2B de la familia PPP, junto con PP2C de la familia PPM, representan la mayor parte de la actividad Ser/Thr PP in vivo (Barford et al., 1998). En el cerebro, están presentes en diferentes compartimentos subcelulares en las células neuronales y gliales, y contribuyen a diferentes funciones neuronales.

### PPM
La familia PPM, que incluye PP2C y piruvato deshidrogenasa fosfatasa, son enzimas con iones metálicos Mn 2+ /Mg 2+ resistentes a los inhibidores clásicos y toxinas de la familia PPP. A diferencia de la mayoría de las PPP, la PP2C existe en una sola subunidad pero, al igual que las PTP, muestra una amplia variedad de dominios estructurales que le confieren funciones únicas. Además, PP2C no parece estar relacionado evolutivamente con la familia principal de PP Ser/Thr y no tiene homología de secuencia con las enzimas PPP antiguas. La suposición actual es que los PPM evolucionaron por separado de los PPP pero convergieron durante el desarrollo evolutivo.

### Clase I: PTP basados en Cys
Los PTP de clase I constituyen la familia más numerosa. Contienen las conocidas PTP clásicas receptoras (a) y no receptoras (b), que son estrictamente específicas de tirosina, y las DSP (c) que se dirigen a Ser/Thr así como a Tyr y son las más diversas en términos de especificidad de sustrato.

### Clase III: PTP basados en Cys
La tercera clase de PTP contiene tres reguladores del ciclo celular, CDC25A, CDC25B y CDC25C, que desfosforilan las CDK en su terminal N, una reacción necesaria para impulsar la progresión del ciclo celular. Ellos mismos están regulados por la fosforilación y se degradan en respuesta al daño del ADN para prevenir anomalías cromosómicas.

### Clase IV: DSP basados en Asp
La superfamilia de haloácido dehalogenasa (HAD) es otro grupo de PP que utiliza Asp como nucleófilo y recientemente se demostró que tiene doble especificidad. Estos PP pueden dirigirse tanto a Ser como a Tyr, pero se cree que tienen una mayor especificidad hacia Tyr. Una subfamilia de HAD, la familia Eyes Absent Family (Eya), también son factores de transcripción y, por lo tanto, pueden regular su propia fosforilación y la de los cofactores transcripcionales, y contribuir al control de la transcripción génica. La combinación de estas dos funciones en Eya revela una mayor complejidad del control genético transcripcional de lo que se pensaba anteriormente. Otro miembro de esta clase es la fosfatasa de dominio C-terminal de ARN polimerasa II. Si bien esta familia sigue siendo poco conocida, se sabe que desempeña funciones importantes en el desarrollo y la morfología nuclear.

## Clasificación estructural alternativa
Muchas fosfatasas son promiscuas con respecto al tipo de sustrato o pueden evolucionar rápidamente para cambiar de sustrato. Una clasificación estructural alternativa señala que 20 pliegues de proteínas distintos tienen actividad de fosfatasa, y 10 de estos contienen proteínas fosfatasas.
- El pliegue CC1 es el más común e incluye familias específicas de tirosina (PTP), específicas duales (DSP) e incluso específicas de lípidos (PTEN).
- Los principales pliegues específicos de serina/treonina son PPM (PP2C) y PPPL (PPP).
- Las únicas histidina fosfatasas conocidas están en el pliegue PHP.
- Otros pliegues codifican fosfatasas que actúan sobre diversas combinaciones de pSer, pThr, pTyr y sustratos no proteicos (CC2, CC3, HAD, HP, AP, RTR1).

## Relevancia fisiológica
Las fosfatasas actúan en oposición a las cinasas/ fosforilasas, que añaden grupos fosfato a las proteínas. La adición de un grupo fosfato puede activar o desactivar una enzima (p. ej., vías de señalización de quinasa ) o permitir que se produzca una interacción proteína-proteína (p. ej., dominios SH2); por lo tanto, las fosfatasas son parte integral de muchas vías de transducción de señales. La adición y eliminación de fosfato no se corresponden necesariamente con la activación o inhibición de enzimas, y varias enzimas tienen sitios de fosforilación separados para activar o inhibir la regulación funcional. La cinasa dependiente de ciclina, por ejemplo, puede activarse o desactivarse dependiendo del residuo de aminoácido específico que se fosforila. Los fosfatos son importantes en la transducción de señales porque regulan las proteínas a las que están unidos. Para revertir el efecto regulador, se elimina el fosfato. Esto ocurre por sí solo por hidrólisis, o está mediado por proteínas fosfatasas.
La fosforilación de proteínas juega un papel crucial en las funciones biológicas y controla casi todos los procesos celulares, incluido el metabolismo, la transcripción y traducción de genes, la progresión del ciclo celular, el reordenamiento del citoesqueleto, las interacciones proteína-proteína, la estabilidad de las proteínas, el movimiento celular y la apoptosis. Estos procesos dependen de las acciones opuestas y altamente reguladas de las PK y las PP, a través de cambios en la fosforilación de proteínas clave. La fosforilación de histonas, junto con la metilación, ubiquitinación, sumoilación y acetilación, también regula el acceso al ADN a través de la reorganización de la cromatina.
Uno de los principales interruptores de la actividad neuronal es la activación de PK y PP por el calcio intracelular elevado. El grado de activación de las diversas isoformas de PK y PP está controlado por sus sensibilidades individuales al calcio. Además, una amplia gama de inhibidores específicos y socios de direccionamiento, como las proteínas de andamiaje, de anclaje y adaptadoras, también contribuyen al control de las PK y las PP y las reclutan en complejos de señalización en las células neuronales. Dichos complejos de señalización normalmente actúan para acercar las PK y las PP a los sustratos diana y las moléculas de señalización, además de mejorar su selectividad al restringir el acceso a estas proteínas sustrato. Los eventos de fosforilación, por lo tanto, están controlados no solo por la actividad equilibrada de PK y PP, sino también por su localización restringida. Las subunidades y dominios reguladores sirven para restringir proteínas específicas a compartimentos subcelulares particulares y para modular la especificidad de la proteína. Estos reguladores son esenciales para mantener la acción coordinada de las cascadas de señalización, que en las células neuronales incluyen señalización a corto plazo (sináptica) ya largo plazo (nuclear). Estas funciones están controladas, en parte, por la modificación alostérica por mensajeros secundarios y la fosforilación reversible de proteínas.
Se cree que alrededor del 30% de los PP conocidos están presentes en todos los tejidos, y el resto muestra algún nivel de restricción tisular. Si bien la fosforilación de proteínas es un mecanismo regulador de toda la célula, estudios proteómicos cuantitativos recientes han demostrado que la fosforilación se dirige preferentemente a las proteínas nucleares. Muchos PP que regulan los eventos nucleares suelen estar enriquecidos o presentes exclusivamente en el núcleo. En las células neuronales, las PP están presentes en múltiples compartimentos celulares y desempeñan un papel fundamental tanto en la sinapsis previa como en la posterior, en el citoplasma y en el núcleo, donde regulan la expresión génica.
La fosfoproteína fosfatasa es activada por la hormona insulina, lo que indica que hay una alta concentración de glucosa en la sangre. Luego, la enzima actúa para desfosforilar otras enzimas, como la fosforilasa cinasa, la glucógeno fosforilasa y la glucógeno sintasa. Esto lleva a que la fosforilasa quinasa y la glucógeno fosforilasa se vuelvan inactivas, mientras que la glucógeno sintasa se activa. Como resultado, aumenta la síntesis de glucógeno y disminuye la glucogenólisis, y el efecto neto es que la energía ingrese y se almacene dentro de la célula.

## Aprendizaje y memoria
En el cerebro adulto, los PP son esenciales para las funciones sinápticas y están involucrados en la regulación negativa de funciones cerebrales de orden superior, como el aprendizaje y la memoria. La desregulación de su actividad se ha relacionado con varios trastornos, incluido el envejecimiento cognitivo y la neurodegeneración, así como con el cáncer, la diabetes y la obesidad.

## Ejemplos
Los genes humanos que codifican proteínas con actividad de fosfoproteína fosfatasa incluyen:

### Proteína serina/treonina fosfatasa
- PPP1CA, PPP1CB, PPP1CC, PPP2CA, PPP2CB, PPP3CA, PPP3CB, PPP3CC, PPP4C
- PPP5C, PPP6C

### Proteína tirosina fosfatasa
- CDC14s: CDC14A, CDC14B, CDC14C, CDKN3
- Homólogos de fosfatasa y tensina: PTEN
- Slingshot: SSH1, SSH2, SSH3

### Fosfatasa de doble especificidad
- DUSP1, DUSP2, DUSP3, DUSP4, DUSP5, DUSP6, DUSP7, DUSP8, DUSP9
- DUSP10, DUSP11, DUSP12, DUSP13, DUSP14, DUSP15, DUSP16, DUSP18, DUSP19
- DUSP21, DUSP22, DUSP23, DUSP26, DUSP27, DUSP28

### Sin grupo
- CTDP1
- CTDSP1, CTDSP2, CTDSPL
- DULLARD
- EPM2A
- ILKAP
- MDSP
- PGAM5
- PHLPP1, PHLPP2
- PPEF1, PPEF2
- PPM1A, PPM1B, PPM1D, PPM1E, PPM1F, PPM1G, PPM1H, PPM1J, PPM1K, PPM1L, PPM1M, PPM1N
- PPTC7
- PTPMT1
- SSU72
- UBLCP1